# Dąb Dziadek
Dąb „Dziadek” (niem. Herrenwiesen Eiche) – dąb szypułkowy (Quercus robur) rosnący we Wrocławiu przy ul. Mikołaja Kopernika, przed budynkiem Ośrodka Szkoleniowego Państwowej Inspekcji Pracy im. prof. Jana Rosnera, na obrzeżach Parku Szczytnickiego. Jest pomnikiem przyrody (decyzja nr 2/53 z dnia 16.02.1953 r.) i najstarszym drzewem we Wrocławiu, jego wiek szacowany jest na 440–460 lat. W 2015 roku jego obwód pnia wynosił 629 cm. W 2019 r. ten sam pomiar wykazał natomiast 652,5 cm. Ze względu na poważne uszkodzenia pnia, drzewo zostało zabezpieczone poprzez wzmocnienie konarów stalowymi klamrami.